# ويليام بيرلي لاكوود
ويليام بيرلي لوكوود (بالإنجليزية: William Burley Lockwood)‏ (13 أبريل 1917 - 30 أبريل 2012) كان أستاذ الفلسفة الألمانية والهندية الأوروبية في جامعة القراءة عام 1968حتى تقاعده عام 1982.

## سيرته الذاتيه
بعد مغادرته المدرسة وقضاء بعض الوقت في في العمل والسفر في إنجلترا، ألمانيا، النمسا، البلقان. ذهب إلى جامعة مانشستر وحصل علي الدرجة الشرف الأولى في اللغة الألمانية عام 1942، ثم على درجة البكالوريوس والماجستير من جامعة برسيتول حيث حصل على امتياز في التدريس النظري.
بعد العمل لفترة قصيرة في قسم اللغة الألمانية في جامعة دورهام عام 1945، تعلم لاكوود في جامعة برمنجهام، خلال تلك الفترة قام أيضاً بالتدريس لفترة قصيرة كمحاضر أول في اللغة الألمانية في جامعة سيدني. عندما قام بمغادرة برمنجهام قامت الجامعة بمنحه شهادة الدكتوراه في الآداب على اساس مطبوعاته المتعددة.
في عام 1961 تلقى دعوة من رئيس علم اللغة المقارن في جامعة هومبولت في برلين الشرقية عاصمة الجمهورية ألمانيا الديمقراطية، بالرغم من كون عام 1961 هو العام الذي شَيَّدَ فيه النظام الشيوعي جداره سئ السمعة. وبعد أربع سنوات من خيبة الأمل المتزايدة من المناخ السياسي عاد إلى الغرب.
استقر في دبلن، حيث كان ينوي تكريس نفسه لدراساته اللغوية ولاسيما اللغة الألمانية، اللغات الجرمانية (خاصة فارويز)، بالإضافة إلى اللغات الرومانية والهيلينية والسلافية والسلتية (خاصة الويلزية).
إلا أن بعد عام دُغي إلى تولى منصب قارئ في علم الفلسفة الألمانية والهندية الأوروبية في القراءة، تم تحويله من منصب القارئ إلى رئيس عام 1968 وبقى في مجال القراءة حتى تقاعده.